# Pico Kosky
El Pico Kosky es un pico ubicado a 1,5 millas náuticas (3 km) del sur del Monte Nordhill en las Montañas Welch dentro de la Tierra de Palmer en la Antártida. El pico fue cartografiado por el Servicio Geológico de los Estados Unidos en 1974 y fue nombrado por el Comité Consultivo sobre Nomenclatura Antártica en honor al Capitán Harry G. Kosky, Comandante del USCGC Westwind (WAGB-281) del Grupo de Barcos de la Península Antártica durante la Operación Deep Freeze, en 1971.